# Partidor de Sotaia
El Partidor de Sotaia, també anomenat de Potríes o del Canó, és un partidor d'aigües ubicat a la partida de la Mitjana, situada al nord-est del municipi de Potries, a la comarca de la Safor. Aquest partidor reparteix part del cabal de la séquia Comuna d'Oliva a la séquia de Miramar (o de Sotaia) i al fil del Molí, mentre que altra part del cabal continua per la séquia Comuna.

## Context
Els partidors són instal·lacions que distribueixen un cabal d'aigua aplicant una norma preestablerta entre unes parts implicades. En aquest cas divideix de la séquia Comuna d'Oliva la de Miramar o Sotaia i el Fil del Molí.
A causa de la importància del sistema hidràulic i del seu funcionament correcte d'acord amb les normes, el partidor està tancat dins un edifici inviolable, amb les entrades i sortides d'aigua protegides amb reixes de ferro, i amb l'única porta d'accés tancada amb dues claus, una per al sequier de Gandia i una altra per al sequier d'Oliva.
Fernando Sendra, en la seua descripció del molí dels Anoers, afirma que el cano de Potries fa la següent divisió de les aigües: 7 files a la séquia d'Oliva, 2 a la séquia de Miramar i 1 a la séquia de Sotaia (sols per a reg). D'altra banda, en l'obra dirigida per Jorge Hermosilla per a la Confederació Hidrogràfica del Xúquer, s'afirma que la séquia de Sotaia i la de Miramar són la mateixa, i s'assenyala la presència del fil del Molí, com també ho fa Josep Antoni Gisbert a la fitxa per a la Direcció de Patrimoni Cultural de la Generalitat Valenciana.
L'ús del partidor de Sotaia és la conducció d'aigües per al regadiu i activitats industrials, principalment molineria.

## Història
Aquest element patrimonial és de gran antiguitat, va ser construït al seglr XV o potser en època anterior. Hi ha una concòrdia sobre la seua construcció, encara que hi ha constància que abans hi havia un altre partidor anomenat de Ferrús o del Ferrug. Modificat després de la Concòrdia de 1511, possiblement va ser reparat a mitjans del segle XIX (hi ha una pedra amb la data "1849"). Va patir una altra intervenció, possiblement reconstrucció a la dècada de 1960.

## Descripció
El partidor es troba a l'interior d'una caseta rectangular i amb volta, realitzada amb maçoneria carejada i morter de calç. Posseeix llindes a les entrades i sortides de l'aigua així com reixes, i una petita porta a la cara sud-oest. En una de les pedres de la caseta està anotada la data "1849", any en què va patir alguna reforma. El seu estat de conservació es calificà el 2005 com "excel·lent".

### Partidor
És un edifici de planta rectangular, aixecat sobre el llit de la séquia. Està cobert per una volta rebaixada. S'orienta de sud-oest a nord-oest, cosa que coincideix amb la direcció de les aigües i de les séquies.
Pel que fa a les seues dimensions, l'amplada de la base és 5,90 m i la longitud a la clau de la volta és 5,49 m. Les llindes que cobreixen les obertures d'entrada i sortida d'aigües tenen una longitud mitjana de 2,15 m. L'amplada mitjana d'aquestes obertures és d'1,72 m. L'obertura d'ingrés al partidor fa 1,50 m d'alçada per 0,90 m d'amplada.
La fàbrica de l'edifici és de maçoneria carejada i morter de calç, amb verdugades de rajola massíssa a les cares nord-oest i sud-oest, les quals corresponen respectivament a la sortida i entrada d'aigües. Es localitzen grans carreus de pedra calcària a les cantoneres, i als brancals i llindes de les entrades i sortides de l'aigua, així com a la porta d'accés a l'interior, que s'obre al mur nord-occidental.
La cara sud-oest disposa de dues àmplies obertures a la part inferior del parament, per on penetra l'aigua que aporta la séquia. Aquests espais es tanquen mitjançant reixes de ferro, que s'encasten als grans carreus calcaris de les brancals i les llindes. A la part superior ia l'alçada de les obertures inferiors, s'obren dos petits buits rectangulars emmarcats per lloses de pedra. Aquesta mateixa disposició es pot observar a la cara oposada, per on surten les aigües, amb excepció de les petites obertures sobre les sortides d'aigua són una mica més grans i al centre del parament se situa una pedra, emmarcada per maons massissos, amb la inscripció 1849.
La volta rebaixada està construïda mitjançant filades de maçoneria amb morter de calç. A la clau s'observa com se situen els paredats més fins en posició vertical. Un compacte arrebossat, recobreix la volta, fet a base de morter de calç amb abundants graves i còdols de petit i mitjà calibre. Posseeix a la part superior restes d'un arrebossat d'argamassa de calç que la cobria, igual que els murs laterals.
Els murs laterals s'assenten en un cos de carreus de pedra calcària, i se'n poden observar un a l'entrada de l'edifici, i els altres s'intueixen en penetrar a l'interior. La va rectangular d'accés es tanca mitjançant una porta de fusta revestida amb xapa metàl·lica de ferro, i dotoda d'un vell forrellat de ferro forjat.

#### Interior
Cap a la porta d'accés, a l'interior de l'edifici, hi ha un banc de pedra corregut sobre el qual es col·loquen les dents de pedra que divideixen les aigües. Cada espai entre les dents representa una fila d'aigua. L'aigua que penetra al partidor en arribar a aquest punt es divideix en diverses files, assignant-se unes mesures determinades a les diferents séquies que sorgiran del partidor. El terra del partidor es considera que està lloada amb pedra, almenys el tram immediatament posterior al banc, ja que aquí es produeix un salt d'aigua. Aquest sistema del repartiment de les aigües és similar a l'observat en altres partidors del sistema, com la Casa Fosca o la Casa Clara.

### Connexió amb les séquies
El tram de séquia Comuna d'Oliva immediatament anterior al partidor d'aigües posseeix una estructura lleugerament corba, que en aproximar-se al partidor es fa rectilínia. Aquesta disposició d'augment de les dimensions del caixer a mesura que la séquia s'aproxima al partidor fa que d'aquesta manera, l'aigua arriba molt més atapeïda, penetrant a nivell i sense turbulències, amb una distribució correcta. Els murs que limiten la séquia estan construïts amb una barreja d'argamassa de calç amb abundants graves i còdols de petit i mitjà calibre. Es van aixecar mitjançant un encofrat que es va emplenar amb el material abans descrit, arrebossant-se després amb una argamassa de ciment hidràulic. El terra de la séquia presenta una fàbrica com aquesta. En opinió de Gisbert Santonja aquests murs cobreixen i es construeixen sobre altres més antics de maçoneria irregular i morter de calç hidràulica que es poden observar a uns metres aigües amunt, al marge dret de la séquia. Per la Concòrdia de 1511 es comeix que els marges del caixer a la part corbada de la séquia eren massa baixos pel que es decideix construir-los més alts, La profunditat mitjana de la séquia és de 75 cm. L'amplada de la séquia al costat del partidor és 4,6 m, a uns 10 m. aigües amunt l'amplada és de 3 m. L'amplada dels murs laterals és de 35 cm.
El tram de la séquia Comuna d'Oliva a l'eixiida del partidor del Cano-Sotaia porta una orientació sud-oest-nord-oest, però a pocs metres del partidor fa un lleu gir i pren direcció est. El caixer és de secció cudrada, amb els murs laterals construïts amb una mescla d'argamassa de calç, còdols de petit calibre i gravetes; posseeix un arrebossat fi cobrent de morter de ciment hidràulic. El mur es va haver d'aixecar amb encofrat de fusta. El terra de la séquia presenta fàbrica similar. En opinió de Gisbert Santonja aquests murs possiblement emmarquen altres de més antics de maçoneria. Igual que és possible que el terra de la séquia immediat al partidor siga de lloses de pedra. Aquesta séquia són tota seguretat és anterior a la Concòrdia de 1511, ja que en aquest document apareix citada. Per la séquia discorren les aigües de set de les deu portes del partidor, regant terres dels termes de Rafelcofer, l'Alqueria de la Comtessa, Piles i Oliva.